# Марківка (Звягельський район)
Маркі́вка — село в Україні, у Баранівській міській громаді Звягельського району Житомирської області. Розташоване на лівому березі річки Случ. Неподалік села в р. Случ впадає р. Хомора. Населення становить 431 осіб.

## Історія
Село було власністю спочатку князів Любомирських, потім перейшло до панів Валевських, ще пізніше — до князів Гагаріних. Останніми володарями села були графи Строганови[джерело?].
Село відоме з середини XVII ст.  Під час революції 1905 року селяни кілька разів виступали проти панської сваволі. 
У 1906 році село Баранівської волості Новоград-Волинського повіту Волинської губернії. Відстань від повітового міста 46 версти, від волості 11. Дворів 56, мешканців 308.
Радянську владу встановлено в січні 1918 року.
В роки Великої Вітчизняної війни 124 жителі села захищали Батьківщину від німецько-фашистської навали. Всі вони удостоєні бойових орденів і медалей СРСР. Загинуло 47 чоловік.
В Марківці була розміщена центральна садиба колгоспу «Україна», за яким закріплено 2,1 тис. га сільськогосподарських угідь, у т. ч. 1,2 тис. га орної землі. Напрям господарства — зерново-тваринницький. З технічних культур провідною є льон.
27 липня 2016 року село увійшло до складу новоствореної Баранівської міської територіальної громади Баранівського району Житомирської області. Від 19 липня 2020 року, разом з громадою, в складі новоствореного Новоград-Волинського (згодом — Звягельський) району Житомирської області.